# スマイル (曽根由希江のアルバム)
｢スマイル｣は曽根由希江の1stミニアルバム。2010年12月8日にドリーミュージックより発売。

## 概要
- いつも笑顔でいたいけど、泣きたい時だってある。その涙の向こうに笑顔になれる時がきっとやってくる。そんな想いを綴ったアルバム[要出典]。
- 収録曲｢キラキラ｣のミュージックビデオには、Just Smile!!とのコラボで全国から寄せられた365人の笑顔が詰まっている[要出典]。

## 収録曲
1. キラキラ
作詞：曽根由希江　作曲：曽根由希江・藤井理央　編曲:藤井理央
2. ギンモクセイ
作詞：曽根由希江　作曲：曽根由希江・藤井理央　編曲:藤井理央
1stシングル
3. ノラ猫と少女
作詞・作曲：曽根由希江　編曲:eji
4. だいじょうぶ
作詞・作曲：曽根由希江　編曲:藤井理央
5. いいね
作詞・作曲：曽根由希江　編曲:藤井理央
6. SUNSHINE
作詞：曽根由希江　作曲：曽根由希江・藤井理央　編曲:藤井理央
7. Close to you
作詞・作曲：曽根由希江　編曲:藤井理央
8. 満天の星
作詞：小田春美・曽根由希江　作曲：曽根由希江　編曲：根岸貴幸

## タイアップ
- ギンモクセイ:TBS系『ランク王国』 エンディングテーマ
- SUNSHINE:山崎製パン『もち食感食パン(北海道限定発売)』 CFソング